# Teatro Centro de Arte León Febres-Cordero
El Teatro Centro de Arte León Febres-Cordero (TCA) es el teatro principal de la ciudad de Guayaquil. El teatro se asienta en un área total de 9.000 m². Sus actividades se desarrollan en un edificio principal de cinco plantas y 3.000 m² de construcción. El aforo del Teatro Principal es de 869 butacas: 578 en la platea baja y 291 en la platea alta.

## Historia
En 1976, la Fundación Sociedad Femenina de Cultura pone en marcha un anteproyecto de construir el teatro. Para ello, la fundación gestionó mediante diversas administraciones, la donación del terreno para su construcción, ubicado en el kilómetro 4,5 de la vía a Daule.
Asesores nacionales ad-honorem apoyaron al proyecto, contactando al equipo de asesores de la Universidad de Yale, Estados Unidos, con renombrada experiencia, los cuales a su vez propusieron que además de teatro, se complemente un centro de actividades artísticas que le de continuidad a la obra.
El proyecto recibió ayuda económica, tanto pública como privada, sin embargo no era suficiente para alcanzar el objetivo con la propuesta del centro artístico.
Se les exceptuó el impuesto a la renta para las empresas privadas que donaron al proyecto y la asignación presupuestaria de recursos suficientes para la obra por parte del Gobierno Nacional bajo el mando de León Febres-Cordero Ribadeneyra en 1986, se pudo concluir la obra y el 20 de enero de 1988 se inauguró el Teatro Centro de Arte León Febres-Cordero.

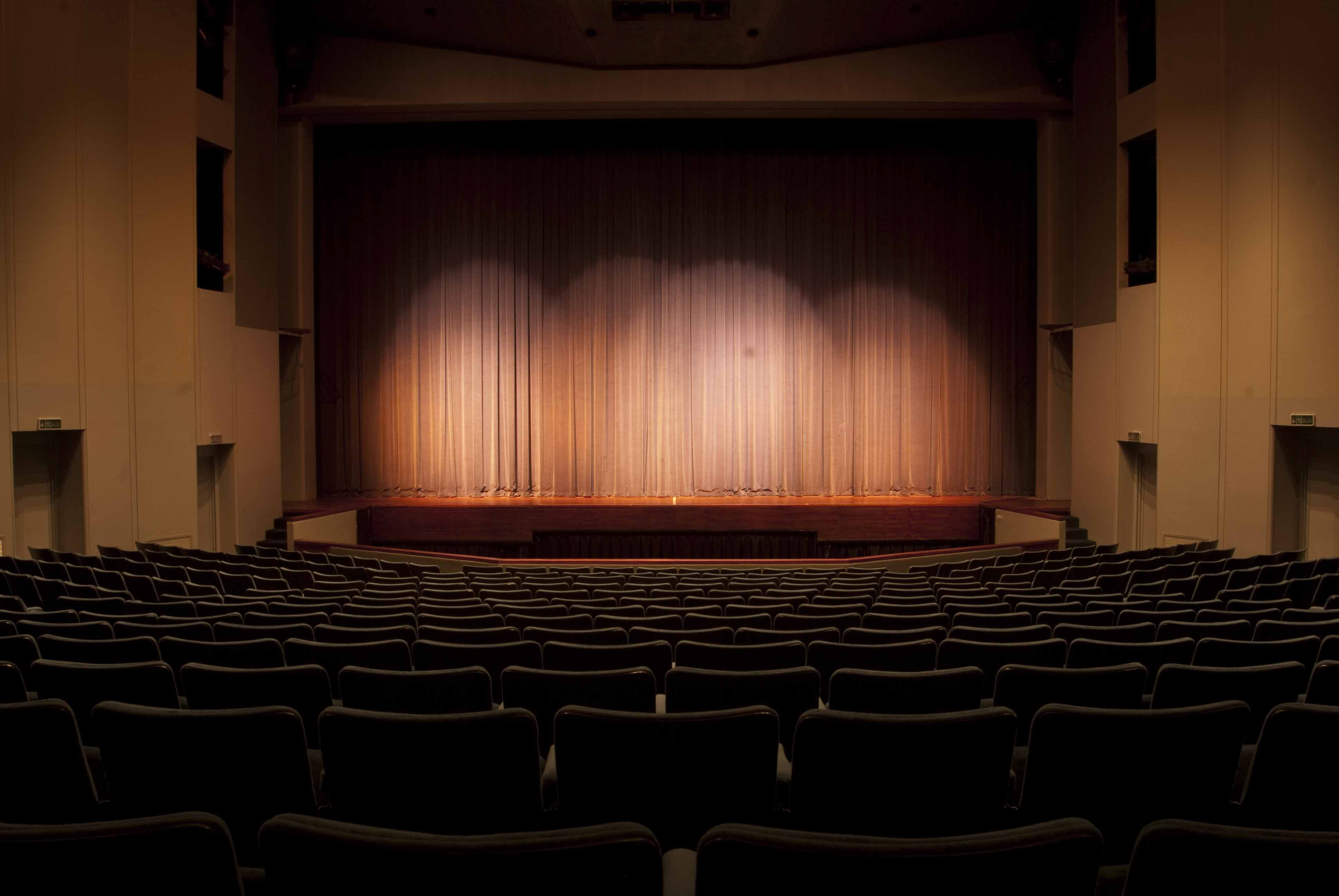
El aforo del Teatro Principal es de 869 butacas: 578 Platea Baja y 291 Platea Alta.

## Salas
El teatro se asienta en un área total de 9.000 m². Sus actividades se desarrollan en un edificio principal de 5 plantas y 3.000 m² de construcción,  tiene una sala principal, una sala experimental,  y una sala de uso múltiple, que en conjunto acogen 1100 personas. 
Está diseñado para atender requerimientos de personas con discapacidad motriz, con áreas de estacionamiento para 450 vehículos y servicio de vigilancia permanente
Dispone de infraestructura apta para la presentación de exposiciones de artes plásticas, fotográficas y audiovisuales. Su escenario cuenta con elevador de orquesta, cabina de control técnico y vestidores.

Desde su inauguración, hace 25 años, la entidad, que cuenta con un teatro principal, con capacidad para 869 personas y una sala experimental para 220, ha sido escenario de presentaciones de espectáculos internacionales y también nacionales.
El Universo

### Sala Principal
El aforo del teatro principal es de 869 butacas: 578 en la platea baja y 291 en la platea alta. Es un espacio para producciones teatrales, música académica tanto para  orquestas como para solistas, shows artísticos y de música popular, galas de academias entre otros.

### Sala Experimental
Cuenta con un vestíbulo completamente independiente y características técnicas similares a las de la sala Principal, el ingreso es por la parte lateral del edificio y dispone de facilidades de parqueo y vigilancia. Cuenta con un espacio para 240 asistentes.

### Sala Multiartes
Es una sala con toda la infraestructura necesaria para representación de artes escénicas, conciertos, exposiciones, charlas; con camerinos, todo el sistema de luces y amplificación para hacer grata la visita del público.
Una instalación versátil por las posibilidades de utilización que presenta para actividades tipo talleres, conferencias y pequeñas recepciones. Tiene una capacidad para 80 personas.

## Pinacoteca
La Pinacoteca del Teatro Centro de Arte León Febres-Cordero reúne una importante colección de obras (pinturas y esculturas) de los más renombrados artistas que han expuesto en las salas de exposiciones de este centro cultural.
Su colección se inicia en el año 1988 con la placa de mármol realizada por el artista Peter Mussfeldt, con el logo de Fundación Sociedad Femenina de Cultura, organismo rector del Teatro, que marca la apertura del Teatro Centro de Arte y sus 30 años, a la fecha, de creciente actividad cultural y artística

## Programas Gratuitos
Gracias a la iniciativa de mujeres ecuatorianas y extranjeras residentes en Guayaquil lideradas por la Sra. Inge Brückmann de Hollihan, en 1988 Sociedad Femenina de Cultura inaugura el primer Teatro y Centro de Arte de Guayaquil.
Desde entonces el Teatro Centro de Arte ha mantenido dentro de su programación regular diversos programas de Entrada Libre y sin costo con el propósito de difundir y apoyar las artes y la cultura en la ciudad.
La programación gratuita está conformada por:
- Encuentros: Charlas, paneles y presentaciones artísticas sobre diferentes temas de arte y cultura. Primer martes de cada mes, a las 19:00
- Grandes de la ópera: Conversatorios sobre la vida y obra de los artistas más emblemáticos de ese género musical. Tercer jueves de cada mes a las 19:30
- Arte Sonoro: Conciertos de música académica. Primer miércoles de cada mes a las 19:30
- Exposiciones: Muestras abiertas al público de artes plásticas y joyas. Disponibles durante 15 días
- Literatura y Vino: Análisis de las obras más importantes de destacados escritores contemporáneos. Último jueves de cada mes a las 19:00
- Escuela Gratuita de Arte Semilleros: El teatro ofrece programas de formación gratuita para niños en horario matutino. Las inscripciones se realizan todos los años en los meses de mayo, junio y julio
- Jóvenes Valores: Concurso anual que realiza Fundación Sociedad Femenina de Cultura, con el fin de que los artistas que están incursionando en el mundo del arte, puedan participar de una convocatoria dirigida especialmente a ello.

## Premios ITV
Desde 1996 el teatro ha sido la sede de la Ceremonia de entrega de los Premios ITV, convirtiéndose desde entonces en la sede permanente de los premios, donde se galardona a las producciones y artistas favoritos del público ecuatoriano en el área de la televisión, radio y digital.